# Кампо (Венеция)

Кампо Сан-Поло — самая большая площадь Венеции (после площади Сан-Марко)

Ка́мпо (от итал. campo — поле) или кампье́лло (итал. campiello) в Венеции — открытое пространство между зданиями (аналогичное площади). В Венеции также есть схожие элементы градостроительства: корте (дворы) и пишина (площади, образованные вследствие засыпания части канала). Единственным местом в Венеции, носящим статус площади (piazza), является площадь Сан-Марко — все остальные называются кампо или же кампьелло (маленькие кампо).

## История

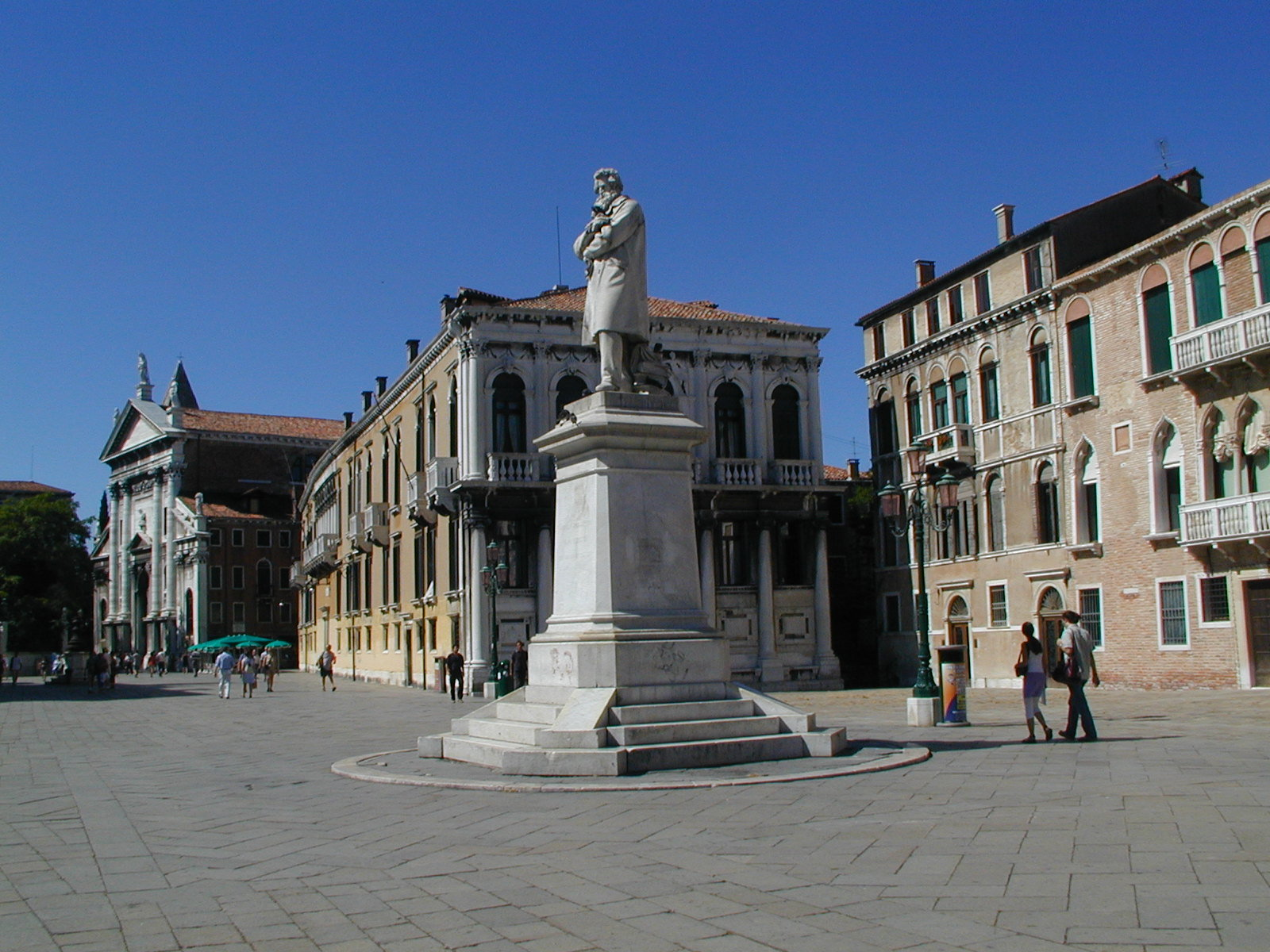
Кампо Санто-Стефано — одна из самых больших площадей Венеции.

Название «кампо», что в переводе с итальянского означает поле, возникло из-за того, что изначально кампо действительно были поросшими травой пустырями, к тому же немощёными. Они начали появляться одновременно с основанием Венеции, то есть в V веке. Уже потом они превратились из «полей» в полноценные площади. Изначально Венеция была полицентричным городом, образованном на архипелаге, где центром общественной, коммерческой и религиозной жизни каждого острова являлся кампо. Вся жизнь крутилась вокруг кампо: там находились рынки, лавки ремесленников и церковь, там играли дети. К тому же кампо, как и маленькие кампьелло, имели в центре колодец с дождевой водой, бывший единственным источником водоснабжения до появления канализации.
Самые большие кампо становились местом для проведения религиозных церемоний, боёв быков, цирковых представлений, турниров, публичных выступлений, шествия процессий на открытом воздухе. Из-за постепенной централизации Венеции кампо начали терять свою обычную роль мест встречи. Вскоре проведение священных церемоний и других публичных событий на кампо попало под запрет. В июне 1884 года, когда для снабжения Венеции водой был построен акведук, все колодцы на кампо были окончательно закрыты. Так кампо потеряли ещё одну свою важную функцию — функцию источника воды.

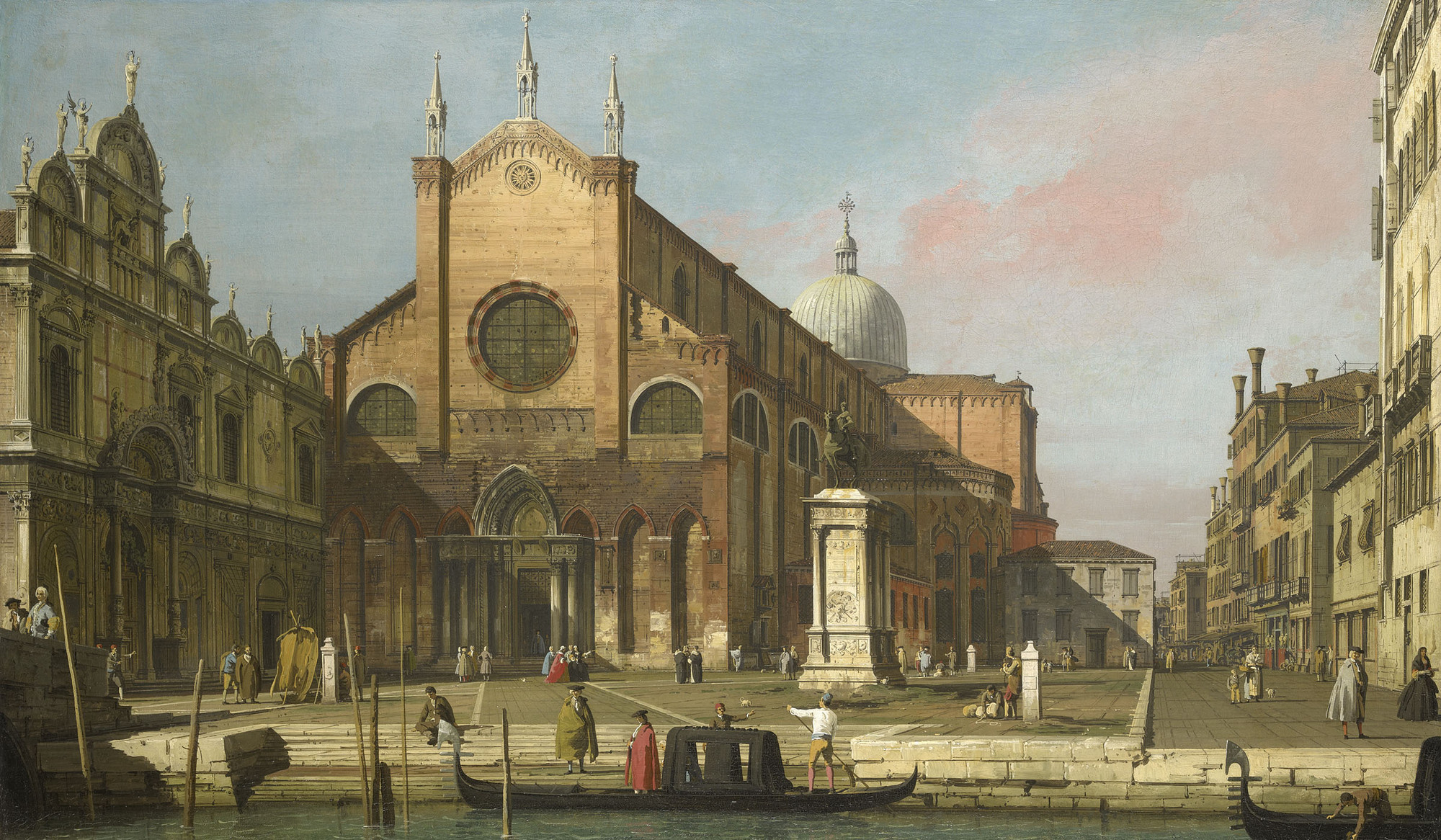
Кампо Сан-Заниполо (Санти-Джованни э Паоло) на рисунке Каналетто XVIII века.

Почти все кампо носят название церкви или дворца, которые на них находятся. Имена других связаны с тем, чем занимались на данных кампо (например, Кампо делла Лана (шерсть) в районе Санта-Кроче). Также кампо называли в честь исторических личностей (кампо Манин, кампо Бандьера э Моро).
Одними из самых главных и больших кампо являются:
- Кампо Сан-Поло
- Кампо Санта-Маргерита
- Кампо Санти-Джованни э Паоло
- Кампо Санто-Стефано
- Кампо Сан-Бартоломео
- Кампо Сант-Анджело
- Кампо Сан-Тровазо
- Кампо делла Салюте